# NGC 7156
NGC 7156 ist eine Balken-Spiralgalaxie vom Hubble-Typ SBc im Sternbild Pegasus am Nordsternhimmel. Sie ist schätzungsweise 185 Millionen Lichtjahre von der Milchstraße entfernt und hat einen Durchmesser von etwa 90.000 Lichtjahren.
Im selben Himmelsareal befinden sich u. a. die Galaxien NGC 7146, NGC 7147, NGC 7149 und IC 1407.
Das Objekt wurde am 8. Oktober 1785 von Wilhelm Herschel entdeckt.